# Divizia A 1984-1985
Sezonul 1984-1985 al Diviziei A a fost cea de-a 67-a ediție a Campionatului de Fotbal al României, și a 47-a de la introducerea sistemului divizionar. A început pe 2 septembrie 1984 și s-a terminat pe 19 iunie 1985. Steaua București a devenit campioană pentru a zecea oară în istoria sa, devenind a doua echipă din România care atinge această bornă, după Dinamo București.

## Stadioane
| Steaua București           | Universitatea Craiova | Olt Scornicești | ASA Tîrgu Mureș         |
| -------------------------- | --- | --- | ----------------------- |
| Steaua                     | Central | Viitorul | 23 August (Târgu Mureș) |
| Capacitate: 32.000         | Capacitate: 37.000 | Capacitate: 30.000 | Capacitate: 15.000      |
|                            | | |                         |
| Dinamo București           | Gloria Buzău | Argeș Pitești | Politehnica Timișoara   |
| Dinamo                     | Gloria | 1 Mai (Pitești) | 1 Mai (Timișoara)       |
| Capacitate: 15.032         | Capacitate: 20.000 | Capacitate: 17.500 | Capacitate: 40.000      |
|                            | | |                         |
| Rapid București            | UniversitateaF.C. Baia MareCorvinulArgeșPoli IașiJiulBacăuBrașovOltChimiaGloriaPolitehnicaASABihorBucureștiEchipele din București: · Dinamo · Rapid · Sportul · SteauaDivizia A 1984-1985 (România) DinamoRapidSteauaSportul Locația echipelor din București. | UniversitateaF.C. Baia MareCorvinulArgeșPoli IașiJiulBacăuBrașovOltChimiaGloriaPolitehnicaASABihorBucureștiEchipele din București: · Dinamo · Rapid · Sportul · SteauaDivizia A 1984-1985 (România) DinamoRapidSteauaSportul Locația echipelor din București. | Politehnica Iași        |
| Rapid-Giulești             | UniversitateaF.C. Baia MareCorvinulArgeșPoli IașiJiulBacăuBrașovOltChimiaGloriaPolitehnicaASABihorBucureștiEchipele din București: · Dinamo · Rapid · Sportul · SteauaDivizia A 1984-1985 (România) DinamoRapidSteauaSportul Locația echipelor din București. | UniversitateaF.C. Baia MareCorvinulArgeșPoli IașiJiulBacăuBrașovOltChimiaGloriaPolitehnicaASABihorBucureștiEchipele din București: · Dinamo · Rapid · Sportul · SteauaDivizia A 1984-1985 (România) DinamoRapidSteauaSportul Locația echipelor din București. | 23 August (Iași)        |
| Capacitate: 12.160         | UniversitateaF.C. Baia MareCorvinulArgeșPoli IașiJiulBacăuBrașovOltChimiaGloriaPolitehnicaASABihorBucureștiEchipele din București: · Dinamo · Rapid · Sportul · SteauaDivizia A 1984-1985 (România) DinamoRapidSteauaSportul Locația echipelor din București. | UniversitateaF.C. Baia MareCorvinulArgeșPoli IașiJiulBacăuBrașovOltChimiaGloriaPolitehnicaASABihorBucureștiEchipele din București: · Dinamo · Rapid · Sportul · SteauaDivizia A 1984-1985 (România) DinamoRapidSteauaSportul Locația echipelor din București. | Capacitate: 12.500      |
|                            | UniversitateaF.C. Baia MareCorvinulArgeșPoli IașiJiulBacăuBrașovOltChimiaGloriaPolitehnicaASABihorBucureștiEchipele din București: · Dinamo · Rapid · Sportul · SteauaDivizia A 1984-1985 (România) DinamoRapidSteauaSportul Locația echipelor din București. | UniversitateaF.C. Baia MareCorvinulArgeșPoli IașiJiulBacăuBrașovOltChimiaGloriaPolitehnicaASABihorBucureștiEchipele din București: · Dinamo · Rapid · Sportul · SteauaDivizia A 1984-1985 (România) DinamoRapidSteauaSportul Locația echipelor din București. |                         |
| Chimia Râmnicu Vâlcea      | UniversitateaF.C. Baia MareCorvinulArgeșPoli IașiJiulBacăuBrașovOltChimiaGloriaPolitehnicaASABihorBucureștiEchipele din București: · Dinamo · Rapid · Sportul · SteauaDivizia A 1984-1985 (România) DinamoRapidSteauaSportul Locația echipelor din București. | UniversitateaF.C. Baia MareCorvinulArgeșPoli IașiJiulBacăuBrașovOltChimiaGloriaPolitehnicaASABihorBucureștiEchipele din București: · Dinamo · Rapid · Sportul · SteauaDivizia A 1984-1985 (România) DinamoRapidSteauaSportul Locația echipelor din București. | Sportul Studențesc      |
| Municipal (Râmnicu Vâlcea) | UniversitateaF.C. Baia MareCorvinulArgeșPoli IașiJiulBacăuBrașovOltChimiaGloriaPolitehnicaASABihorBucureștiEchipele din București: · Dinamo · Rapid · Sportul · SteauaDivizia A 1984-1985 (România) DinamoRapidSteauaSportul Locația echipelor din București. | UniversitateaF.C. Baia MareCorvinulArgeșPoli IașiJiulBacăuBrașovOltChimiaGloriaPolitehnicaASABihorBucureștiEchipele din București: · Dinamo · Rapid · Sportul · SteauaDivizia A 1984-1985 (România) DinamoRapidSteauaSportul Locația echipelor din București. | Regie                   |
| Capacitate: 10.000         | UniversitateaF.C. Baia MareCorvinulArgeșPoli IașiJiulBacăuBrașovOltChimiaGloriaPolitehnicaASABihorBucureștiEchipele din București: · Dinamo · Rapid · Sportul · SteauaDivizia A 1984-1985 (România) DinamoRapidSteauaSportul Locația echipelor din București. | UniversitateaF.C. Baia MareCorvinulArgeșPoli IașiJiulBacăuBrașovOltChimiaGloriaPolitehnicaASABihorBucureștiEchipele din București: · Dinamo · Rapid · Sportul · SteauaDivizia A 1984-1985 (România) DinamoRapidSteauaSportul Locația echipelor din București. | Capacitate: 15.000      |
|                            | UniversitateaF.C. Baia MareCorvinulArgeșPoli IașiJiulBacăuBrașovOltChimiaGloriaPolitehnicaASABihorBucureștiEchipele din București: · Dinamo · Rapid · Sportul · SteauaDivizia A 1984-1985 (România) DinamoRapidSteauaSportul Locația echipelor din București. | UniversitateaF.C. Baia MareCorvinulArgeșPoli IașiJiulBacăuBrașovOltChimiaGloriaPolitehnicaASABihorBucureștiEchipele din București: · Dinamo · Rapid · Sportul · SteauaDivizia A 1984-1985 (România) DinamoRapidSteauaSportul Locația echipelor din București. |                         |
| SC Bacău                   | UniversitateaF.C. Baia MareCorvinulArgeșPoli IașiJiulBacăuBrașovOltChimiaGloriaPolitehnicaASABihorBucureștiEchipele din București: · Dinamo · Rapid · Sportul · SteauaDivizia A 1984-1985 (România) DinamoRapidSteauaSportul Locația echipelor din București. | UniversitateaF.C. Baia MareCorvinulArgeșPoli IașiJiulBacăuBrașovOltChimiaGloriaPolitehnicaASABihorBucureștiEchipele din București: · Dinamo · Rapid · Sportul · SteauaDivizia A 1984-1985 (România) DinamoRapidSteauaSportul Locația echipelor din București. | FCM Brașov              |
| Municipal                  | UniversitateaF.C. Baia MareCorvinulArgeșPoli IașiJiulBacăuBrașovOltChimiaGloriaPolitehnicaASABihorBucureștiEchipele din București: · Dinamo · Rapid · Sportul · SteauaDivizia A 1984-1985 (România) DinamoRapidSteauaSportul Locația echipelor din București. | UniversitateaF.C. Baia MareCorvinulArgeșPoli IașiJiulBacăuBrașovOltChimiaGloriaPolitehnicaASABihorBucureștiEchipele din București: · Dinamo · Rapid · Sportul · SteauaDivizia A 1984-1985 (România) DinamoRapidSteauaSportul Locația echipelor din București. | Tineretului             |
| Capacitate: 17.500         | UniversitateaF.C. Baia MareCorvinulArgeșPoli IașiJiulBacăuBrașovOltChimiaGloriaPolitehnicaASABihorBucureștiEchipele din București: · Dinamo · Rapid · Sportul · SteauaDivizia A 1984-1985 (România) DinamoRapidSteauaSportul Locația echipelor din București. | UniversitateaF.C. Baia MareCorvinulArgeșPoli IașiJiulBacăuBrașovOltChimiaGloriaPolitehnicaASABihorBucureștiEchipele din București: · Dinamo · Rapid · Sportul · SteauaDivizia A 1984-1985 (România) DinamoRapidSteauaSportul Locația echipelor din București. | Capacitate: 10.000      |
|                            | UniversitateaF.C. Baia MareCorvinulArgeșPoli IașiJiulBacăuBrașovOltChimiaGloriaPolitehnicaASABihorBucureștiEchipele din București: · Dinamo · Rapid · Sportul · SteauaDivizia A 1984-1985 (România) DinamoRapidSteauaSportul Locația echipelor din București. | UniversitateaF.C. Baia MareCorvinulArgeșPoli IașiJiulBacăuBrașovOltChimiaGloriaPolitehnicaASABihorBucureștiEchipele din București: · Dinamo · Rapid · Sportul · SteauaDivizia A 1984-1985 (România) DinamoRapidSteauaSportul Locația echipelor din București. |                         |
| F.C. Baia Mare             | Bihor Oradea | Jiul Petroșani | Corvinul Hunedoara      |
| 23 August (Baia Mare)      | Municipal (Oradea) | Jiul | Corvinul                |
| Capacitate: 15.524         | Capacitate: 22.500 | Capacitate: 30.000 | Capacitate: 17.500      |
|                            | | |                         |

## Clasament
| Loc | Echipă                | Pct. | MJ | V  | E  | Î  | GM | GP | DG  | Calificare sau retrogradare          |
| --- | --------------------- | ---- | -- | -- | -- | -- | -- | -- | --- | ------------------------------------ |
| 1.  | Steaua București (C)  | 54   | 34 | 23 | 8  | 3  | 71 | 24 | +47 | Cupa Campionilor 1985-86 Prima rundă |
| 2.  | Dinamo București      | 52   | 34 | 21 | 10 | 3  | 59 | 31 | +28 | Cupa UEFA 1985-86 Prima rundă        |
| 3.  | Sportul Studențesc    | 48   | 34 | 20 | 8  | 6  | 71 | 28 | +43 | Cupa UEFA 1985-86 Prima rundă        |
| 4.  | Universitatea Craiova | 39   | 34 | 17 | 5  | 12 | 61 | 46 | +15 | Cupa Cupelor 1985-86 Prima rundă     |
| 5.  | Gloria Buzău          | 34   | 34 | 13 | 8  | 13 | 51 | 51 | 0   | Cupa Balcanică 1986                  |
| 6.  | ASA Tîrgu Mureș       | 33   | 34 | 13 | 7  | 14 | 32 | 32 | 0   | Cupa Balcanică 1986                  |
| 7.  | Argeș Pitești         | 32   | 34 | 12 | 8  | 14 | 44 | 35 | +9  |                                      |
| 8.  | Corvinul              | 32   | 34 | 15 | 2  | 17 | 51 | 52 | −1  |                                      |
| 9.  | Politehnica Timișoara | 32   | 34 | 12 | 8  | 14 | 35 | 52 | −17 |                                      |
| 10. | FC Bihor              | 31   | 34 | 13 | 5  | 16 | 39 | 43 | −4  |                                      |
| 11. | Rapid București       | 30   | 34 | 10 | 10 | 14 | 36 | 43 | −7  |                                      |
| 12. | FCM Brașov            | 30   | 34 | 13 | 4  | 17 | 33 | 41 | −8  |                                      |
| 13. | Scornicești           | 30   | 34 | 13 | 4  | 17 | 34 | 52 | −18 |                                      |
| 14. | Chimia R Vâlcea       | 29   | 34 | 11 | 7  | 16 | 26 | 50 | −24 |                                      |
| 15. | SC Bacău              | 28   | 34 | 11 | 6  | 17 | 36 | 41 | −5  |                                      |
| 16. | Jiul Petroșani (R)    | 28   | 34 | 11 | 6  | 17 | 36 | 58 | −22 | Retrogradare în Divizia B 1985-1986  |
| 17. | F.C. Baia Mare (R)    | 26   | 34 | 11 | 4  | 19 | 30 | 46 | −16 | Retrogradare în Divizia B 1985-1986  |
| 18. | Politehnica Iași (R)  | 24   | 34 | 8  | 8  | 18 | 36 | 56 | −20 | Retrogradare în Divizia B 1985-1986  |

| Câștigătorii Diviziei A, ediția 1984/1985 |
| ----------------------------------------- |
| Steaua București Al 10-lea Titlu          |

## Rezultate
| Oaspeți ► Gazde ▼                          | ASA | ARG | BAC | BAI | BHO | BRA | COR | UCR | DIN | GBU | JIU | OLT | PIA | RAP | RAM | SPO | STE | POL |
| ------------------------------------------ | --- | --- | --- | --- | --- | --- | --- | --- | --- | --- | --- | --- | --- | --- | --- | --- | --- | --- |
| ASA Tîrgu Mureș                            | —   | 0–0 | 1–0 | 1–1 | 2–0 | 2–1 | 2–0 | 2–0 | 0–1 | 0–0 | 1–0 | 6–1 | 1–0 | 2–0 | 2–0 | 0–0 | 0–0 | 2–0 |
| Argeș Pitești                              | 3–0 | —   | 3–1 | 2–0 | 3–0 | 3–2 | 4–0 | 0–2 | 0–0 | 1–1 | 2–0 | 0–1 | 4–0 | 3–0 | 2–0 | 2–1 | 0–1 | 3–0 |
| Bacău                                      | 2–0 | 0–0 | —   | 3–0 | 1–1 | 2–0 | 2–0 | 2–0 | 3–0 | 0–2 | 2–0 | 1–0 | 3–1 | 3–0 | 1–0 | 0–0 | 0–1 | 0–0 |
| F.C. Baia Mare                             | 1–0 | 2–0 | 3–1 | —   | 2–0 | 3–1 | 2–0 | 0–1 | 0–0 | 1–2 | 2–0 | 1–0 | 0–1 | 1–0 | 0–1 | 1–1 | 0–1 | 3–0 |
| Bihor Oradea                               | 0–1 | 2–0 | 1–0 | 3–1 | —   | 2–1 | 2–1 | 2–0 | 0–1 | 3–1 | 3–0 | 1–0 | 3–0 | 1–1 | 4–2 | 2–0 | 1–3 | 2–0 |
| Brașov                                     | 1–0 | 2–2 | 2–1 | 3–1 | 1–0 | —   | 1–0 | 2–0 | 2–0 | 2–3 | 0–0 | 3–0 | 1–0 | 0–0 | 3–0 | 1–0 | 1–1 | 1–0 |
| Corvinul Hunedoara                         | 1–0 | 2–0 | 3–2 | 1–3 | 1–0 | 4–0 | —   | 2–1 | 2–2 | 5–1 | 4–2 | 2–1 | 5–0 | 1–0 | 2–0 | 4–2 | 2–1 | 2–0 |
| Universitatea Craiova                      | 1–0 | 2–1 | 2–0 | 5–0 | 3–1 | 1–0 | 3–1 | —   | 2–4 | 6–1 | 1–0 | 3–2 | 3–3 | 1–1 | 5–2 | 0–1 | 5–2 | 2–0 |
| Dinamo București                           | 1–0 | 3–2 | 2–0 | 2–0 | 4–0 | 2–0 | 2–1 | 0–0 | —   | 2–0 | 3–1 | 4–0 | 4–3 | 1–1 | 4–2 | 1–2 | 0–0 | 3–2 |
| Gloria Buzău                               | 2–1 | 3–2 | 3–0 | 2–0 | 3–0 | 3–0 | 3–1 | 2–2 | 0–0 | —   | 1–1 | 3–1 | 1–1 | 3–1 | 0–0 | 0–3 | 1–2 | 5–0 |
| Jiul Petroșani                             | 2–0 | 2–0 | 2–2 | 1–1 | 1–0 | 1–0 | 1–0 | 4–3 | 1–1 | 2–1 | —   | 2–1 | 2–0 | 4–1 | 1–1 | 0–2 | 2–3 | 2–0 |
| Olt Scornicești                            | 1–1 | 1–0 | 2–1 | 2–1 | 1–1 | 2–1 | 2–0 | 1–0 | 0–1 | 1–0 | 3–0 | —   | 2–1 | 1–1 | 2–0 | 0–2 | 0–3 | 3–1 |
| Politehnica Iași                           | 5–3 | 2–0 | 1–0 | 1–0 | 0–0 | 0–1 | 4–0 | 1–2 | 1–2 | 1–0 | 4–0 | 1–1 | —   | 0–0 | 0–0 | 0–0 | 0–1 | 2–2 |
| Rapid București                            | 1–0 | 0–0 | 2–1 | 1–0 | 1–0 | 1–0 | 1–0 | 1–1 | 2–3 | 1–1 | 5–1 | 4–0 | 3–1 | —   | 3–0 | 2–4 | 0–2 | 0–1 |
| Chimia Râmnicu Vâlcea                      | 0–1 | 0–0 | 2–0 | 2–0 | 2–1 | 1–0 | 1–1 | 1–0 | 0–1 | 2–1 | 1–0 | 0–1 | 2–0 | 1–0 | —   | 1–0 | 0–2 | 0–0 |
| Sportul Studențesc București               | 3–0 | 2–1 | 5–1 | 4–0 | 3–1 | 1–0 | 1–0 | 3–1 | 3–3 | 3–3 | 2–0 | 2–0 | 5–0 | 2–2 | 7–0 | —   | 0–0 | 5–1 |
| Steaua București                           | 3–0 | 0–0 | 1–0 | 3–0 | 2–2 | 3–0 | 4–2 | 4–1 | 1–2 | 3–0 | 6–1 | 3–0 | 1–0 | 2–0 | 4–0 | 1–1 | —   | 4–1 |
| Politehnica Timișoara                      | 1–1 | 3–1 | 1–1 | 1–0 | 1–0 | 2–0 | 2–1 | 0–2 | 0–0 | 3–1 | 2–0 | 2–1 | 2–1 | 2–0 | 2–2 | 2–1 | 1–1 | —   |
| Câștigă gazdele; Remiză; Câștigă oaspeții. |     |     |     |     |     |     |     |     |     |     |     |     |     |     |     |     |     |     |

## Golgeteri
- Gheorghe Hagi- Sportul Studentesc București - 20
- Victor Pițurcă - Steaua București - 19
- Rodion Cămătaru- Universitatea Craiova - 18
- Mircea Sandu - Sportul Studentesc București - 17
- Dudu Georgescu - Gloria Buzău - 16
- Petre Grosu - FC Bihor Oradea - 16
- Sorin Cârțu - Universitatea Craiova - 11
- Mihail Majearu - Steaua București - 10
- Ioan Petcu - Corvinul Hunedoara - 9
- Horațiu Lasconi - Jiul Petroșani - 6
- Marcel Coraș - Sportul Studențesc București - 6
- Romulus Gabor - Corvinul Hunedoara - 6
- Gavril Balint - Steaua București - 5
- Ion Munteanu - Sportul Studentesc București - 5
- Costel Orac - Dinamo București - 5